# أيه بي سي
هيئة الإذاعة الأمريكية أو إيه بي سي (بالإنجليزية: American Broadcasting Company، أو اختصاراً: ABC) هي شبكة تلفزيون وإذاعة في الولايات المتحدة. تأسست بتاريخ 12 أكتوبر عام 1943 من شبكة هيئة الإذاعة الوطنية الزرقاء السابقة، وتملكها الآن شركة والت ديزني. مقرها موجود في مدينة نيويورك، ولكن مكاتب البرمجة في بوربانك، كاليفورنيا، بالقرب من أستوديوهات ومقر شركة والت ديزني.

## تاريخ
يعود تاريخ هيئة الإذاعة الأمريكية إلى عام 1926، عندما قامت الهيئة الإذاعية الأمريكية (RCA) وعدة شركات أخرى بتأسيس هيئة الإذاعة الوطنية (NBC) لتشغيل شبكة بث إذاعية في الولايات المتحدة. هيئة الإذاعة الوطنية توسعت بسرعة كبيرة بحيث في عام 1928 وجدت نفسها مع المؤسسات الفرعية الكثيرة في نفس المدن، لذا قسمت برمجتها إلى شبكتين منفصلتين دعتا الشبكات الحمراء والزرقاء. بعد أن أعلنت لجنة الاتصالات الاتحادية في عام 1941 أنه لا يمكن لشركة أن تمتلك أكثر من شبكة إذاعية واحدة، هيئة الإذاعة الوطنية باعت الشبكة الزرقاء إلى إدوارد نوبل، المليونير صانع حلوى «المنقذين» (Life Savers)، الذي غير اسمها إلى «هيئة الإذاعة الأمريكية» (American Broadcasting Company). في السنة التالية غير اسم الشركة إلى «هيئة الإذاعة الأمريكية المحدودة» (ABC).
في عام 1953، قامت مسارح باراماونت المتحدة، ذراع السينما في باراماونت، بالاندماج مع هيئة الإذاعة الأمريكية، وبذلك أصبح إدوارد نوبل مالك عدة مئات من دور السينما الأمريكية (التي بيعت العديد منها في عام 1974). زود الاندماج هيئة الإذاعة الأمريكية بالمبالغ اللازمة لتوسيع حضورها في الوسط الجديد للتلفزيون، وأصبحت واحدة من الشبكات التلفزيونية الرئيسية الثلاث بسرعة. من أوائل الستينات، شبكة ABC التلفزيونية كانت هيئة إذاعية رئيسية للألعاب الرياضية؛ الإعادة الفورية طورت من قبل مهندسي هيئة الإذاعة الأمريكية في 1961. في 1955 هيئة الإذاعة الأمريكية دخلت عمل الفونوغراف القياسي بشراء شركة تابعة، وعلى مر السنين، ضمن قسم تسجيلات ABC. في عام 1979 قسم التسجيلات بيع وبدأ قسم الفيديو. في عام 1985 شركات هيئة الإذاعة الأمريكية تم شراؤها من قبل كابيتال سيتيس كوميونيكيشنس المحدودة. بين عامي 1995 و1996 كابيتال سيتيس/ABC المحدودة اكتسبتها شركة والت ديزني لقاء 19 مليار دولار أمريكي، وبذلك خلقت جهاز الإعلام وشركة الترفيه الأكبر في العالم.

## معرض صور

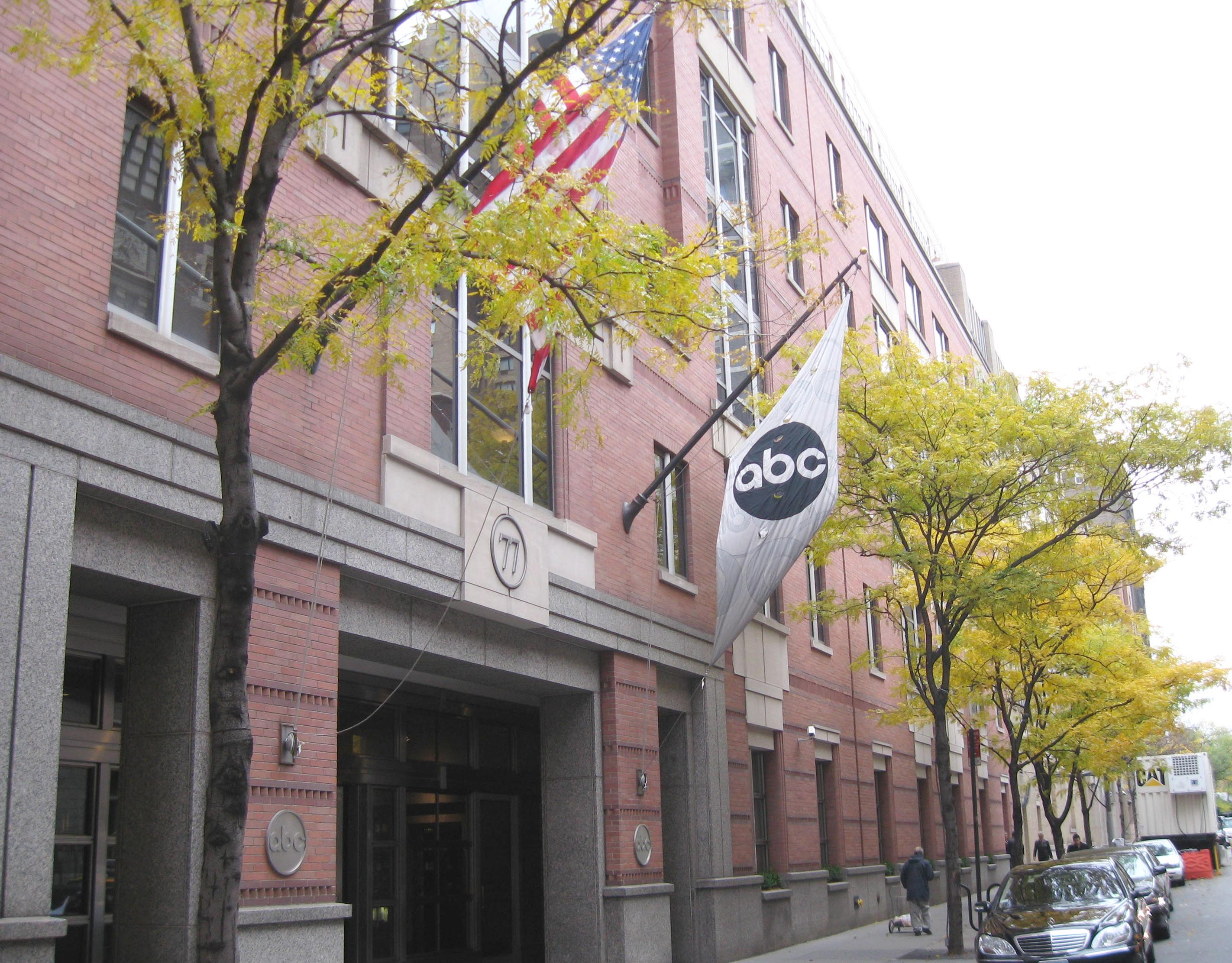
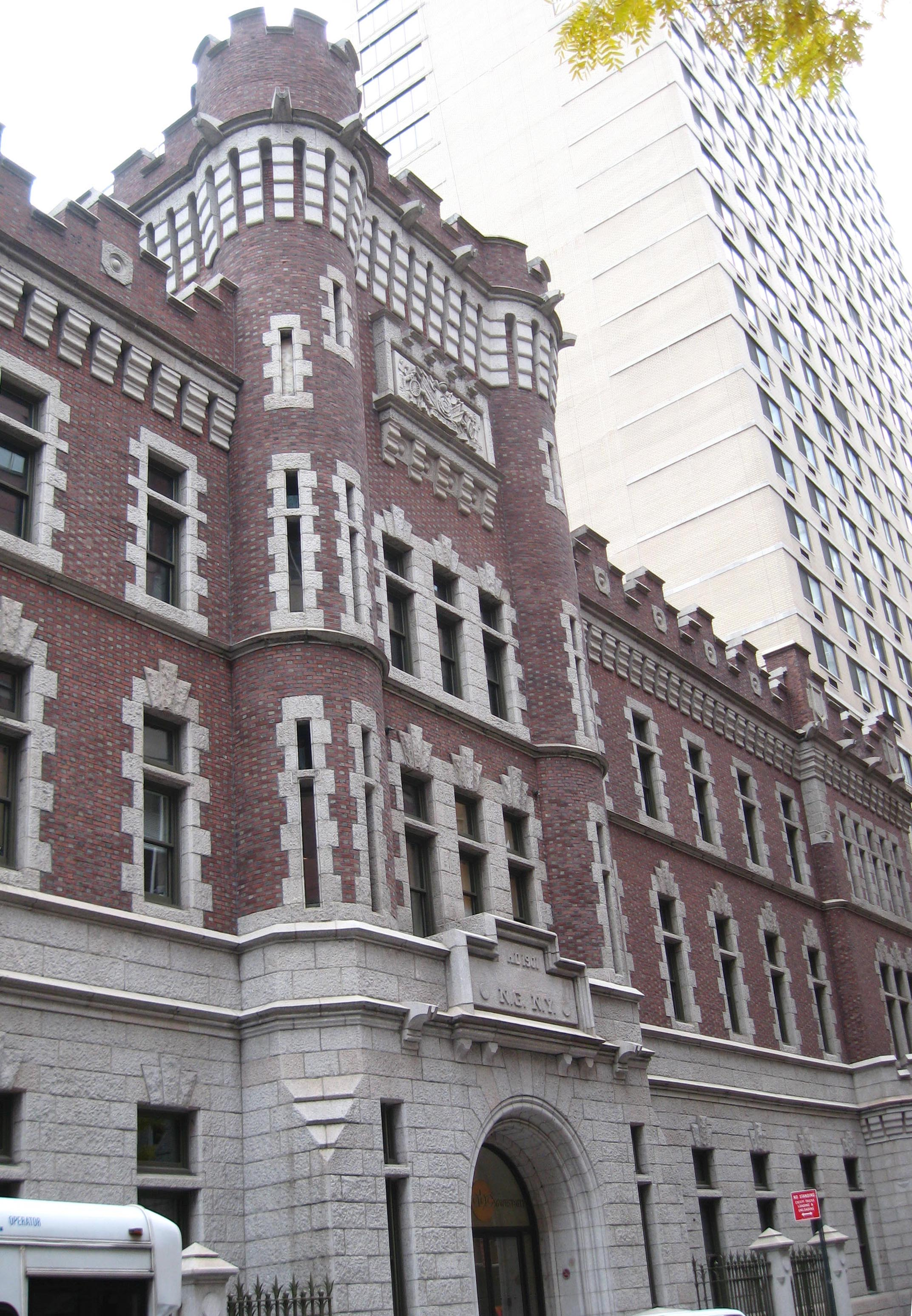
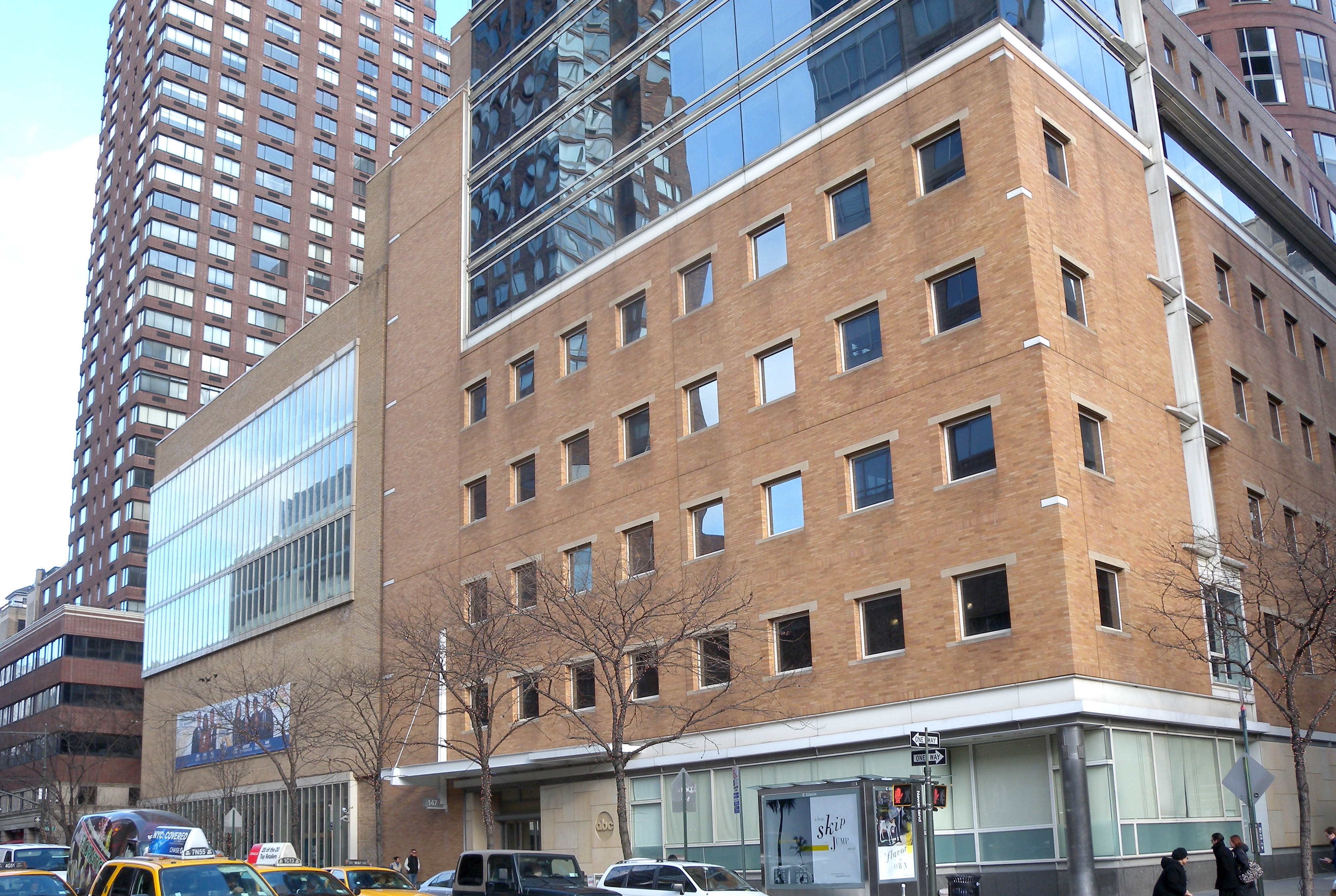

## الفروع
- ABC الأخبار (ABC News)
- ABC الأسرة (ABC Family)
- ABC الأطفال (ABC Kids)
- ABC الرياضة (ABC Sports)
- ABC الإذاعة (ABC Radio)

## برامج القناة الأصلية

### برامج حالية
- 2016: الناجي المعين

## وصلات خارجية
- الموقع الرسمي